# Гонтар Олександр Петрович
Олександр Петрович Гонтар (нар. 14 лютого 1951, с. Семенівка, Пологівський р-н, Запорізька обл.) — український політик, депутат Херсонської обласної ради, керівник Генічеської районної державної адміністрації (2002—2005).

## Життєпис[2]
Народився 14 лютого 1951 року, в селищі Семенівка, Пологівський р-н, Запорізька область.

## Освіта[2]
Має дві вищі освіти.
Першу вищу освіту здобув у 1980 році, навчаючись на «інженера-механіка» у Мелітопольському інституті механізації сільського господарства.
В 1991 році він отримав другу вищу освіту за спеціальністю «політолог» у Київському інституті політології та соціального управління.

## Трудова діяльність[2]
- 1973—1986 роки — інженер, керівник районного відділення управління «Сільхозтехніка» (смт. Білозерка);
- 1994—2002 роки — генеральний директор «Херсонптахором», президент ТОВ «Соя України»;
- 2005—2007 роки — радник керівника «ІМЕКСБАНК».

### Політична діяльність
- 1986—1994 роки — керівник Білозерського районного виконавчого комітету
- 1991—1994 роки — представник Президента України у Білозерському районі.
- 1994—2002 роки — перший заступник керівника Херсонської обласної державної адміністрації по питанням агропромислового комплексу;
- 2002—2005 роки — керівник Генічеської районної державної адміністрації. Будучи на цій посаді, привітав кандидата у президенти України Віктора Януковича після оприлюднення результатів другого туру виборів, який відбувся 21 листопада 2004 року[3];
- З 2006 року — депутат Херсонської обласної ради. Член постійної комісії обласної ради з питань управління об'єктами комунальної власності і приватизації (2006—2007 роки) та керівник постійної комісії обласної ради з питань бюджету і фінансів з 2007 року.

## Особисте життя
Має дружину та двох дорослих дітей (син і донька)

## Захоплення
Володіє німецькою мовою